# Bokowo-Platowe
Bokowo-Platowe (ukrainisch Боково-Платове; russisch Боково-Платово/Bokowo-Platowo) ist eine Siedlung städtischen Typs im Süden der ukrainischen Oblast Donezk mit etwa 2500 Einwohnern.
Bokowo-Platowe gehört administrativ zur Stadtgemeinde der 5 Kilometer östlich liegenden Stadt Antrazyt und bildet hier eine eigene Siedlungsratsgemeinde, die Oblasthauptstadt Luhansk befindet sich 52 Kilometer nördlich des Ortes, durch den Ort fließt der Fluss Kripenka (Кріпенька). Zur Siedlungsratsgemeinde zählen auch noch die Ansiedlungen Chrystoforiwka (Христофорівка), Lisne (Лісне), Melnykowe (Мельникове) sowie Sadowyj (Садовий).
Bokowo-Platowe wurde 1796 gegründet und 1938 zur Siedlung städtischen Typs erhoben, seit Sommer 2014 ist der Ort im Verlauf des Ukrainekrieges durch Separatisten der Volksrepublik Lugansk besetzt.